# القرية المفقودة (أنمي)
القرية المفقودة (迷家-マヨイガ- Mayoiga) هو مسلسل أنمي تلفزيوني ياباني.
إنتاج ديوميديا، ومن إخراج تسوتومو ميزوشيما، ومن تأليف ماري أوكادا، تصميم نومي، إدي وتلحين ماسارو يوكوياما. بدأ عرض مسلسل في 1 أبريل عام 2016 وانتهى عرض في 18 يونيو عام 2016.

## القصة
تور أحداث القصة عن 30 شاب وشابة ذهبوا في رحلة إلى قرية ناناكي (هي قرية مظلمة مع خرافة محلية موجودة في مكان خيالي) و ما إن وصلوا، اكتشفوا أن القرية مهجورة، بعلامات قليلة للحياة، وتتدهور ببطء لتختفي. فيبدؤوا في اكتشاف حقيقة قرية ناناكي.

## الشخصيات

### الشخصيات الرئيسية
- ميتسوموني (باليابانية: 光宗، بالروماجي: Mitsumune)

أداء صوتي: كوداي ساكاي ‏
- ماساكي (باليابانية: Masaki، بالروماجي: 真咲)

(باليابانية: يوكا أيساكا)
- هاياتو (باليابانية: 颯人، بالروماجي: Hayato)

أداء صوتي: تاكو ياشيرو
- كوهارون (باليابانية: こはるん، بالروماجي: Koharun)

أداء صوتي: كاورو ساكوراي
- فالكنا (باليابانية: ヴァルカナ، بالروماجي: Varukana)

أداء صوتي: تاتسوهيسا سوزوكي
- ليو (باليابانية: リオン، بالروماجي: Rion)

أداء صوتي: هيرومي إغاراشي
- لافبون (باليابانية: らぶぽん، بالروماجي: Rabupon)

أداء صوتي: أي كاكوما
- ماي ماي (باليابانية: マイマイ، بالروماجي: Maimai)

أداء صوتي: آياكا شيميزو ‏
- نانكو (باليابانية: ナンコ، بالروماجي: Nanko)

أداء صوتي: كونومي تادا
- جاك (باليابانية: ジャック، بالروماجي: Jack)

أداء صوتي: كوسوكي ميوشي
- يورا ميكاغي (باليابانية: 美影 ユラ، بالروماجي: Mikage Yura)

أداء صوتي: يوشياكي هاسيغاوا
- هايوكيتسو نو جادنيز (باليابانية: 氷結のジャッジネス، بالروماجي: Hyōketsu no Judgeness)

أداء صوتي: أتسوشي آبي
- نيانتا (باليابانية: ニャンタ، بالروماجي: Nyanta)

أداء صوتي: إيري إيناغاوا
- مانبي (باليابانية: まんべ، بالروماجي: Manbe)

أداء صوتي: جونجي ماجيما
- يوتسون (باليابانية: よっつん، بالروماجي: Yottsun)

أداء صوتي: جونجي ماجيما
- ياماوتشي (باليابانية: 山内، بالروماجي: Yamauchi)

أداء صوتي: كازوكي نارومي
- وانكو (باليابانية: わんこ، بالروماجي: Wanko)

أداء صوتي: كوهي أماساكي
- يونا (باليابانية: ユウナ، بالروماجي: Yūna)

أداء صوتي: كايدي يوساسا
- يوني (باليابانية: ユウネ، بالروماجي: Yūne)

أداء صوتي: كونومي تادا
- يونو (باليابانية: ユウノ، بالروماجي: Yūno)

أداء صوتي: ساياكا سينبونغي
- بي تا (باليابانية: لا نص ياباني بالروماجي: ぴーたん)

أداء صوتي: لين
- سوني لاتي (باليابانية: ソイラテ، بالروماجي: Soy Latte)

أداء صوتي: لين
- نيتايا (باليابانية: 熱帯夜، بالروماجي: Nettaiya)

أداء صوتي: ساكورا ناكامورا
- نانا (باليابانية: لا نص ياباني بالروماجي: なあな)

أداء صوتي: ساياكا ناكايا
- داهارا (باليابانية: ダーハラ، بالروماجي: Dahara)

أداء صوتي: شينيا تاكاهاشي
- توشي بوي (باليابانية: トシボーイ، بالروماجي: Toshi bōi)

أداء صوتي: شينيا تاكاهاشي
- بوكو (باليابانية: プゥ子، بالروماجي: Pūko)

أداء صوتي: شيوري سوغيورا
- جيغوكو نوغوكا (باليابانية: Jigoku no Gōka، بالروماجي: 地獄の業火)

أداء صوتي: شون هوريي
- دوزايمون (باليابانية: ドザえもん، بالروماجي: Dozaemon)

أداء صوتي: تاروسكي شينغاكي
- تورياسو (باليابانية: 鳥安، بالروماجي: Toriyasu)

أداء صوتي: تاروسوكي شينغاكي

### شخصيات أخرى
دايفر
أداء صوتي: ساتوشي ميكامي
ريجي
أداء صوتي: ريوتا أوساكا

## وصلات خارجية
- القرية المفقودة على موقع ANN anime (الإنجليزية)
- موقع المانغا الرسمي (باليابانية)